# لي كانغ-مين
لي كانغ-مين (هانغل: 이강민) هو لاعب كرة قدم كوري جنوبي في مركز الوسط، ولد في 29 أغسطس 1985 في كوريا الجنوبية. لعب مع Busan Transportation Corporation FC ‏.

## وصلات خارجية
- لي كانغ-مين على موقع دوري كوريا الجنوبية (الإنجليزية)
- لي كانغ-مين على موقع قاعدة بيانات كرة القدم.إي يو (الإنجليزية)